# Geelong Supercats
Die Geelong Supercats waren eine professionelle Basketball-Mannschaft der australasischen National Basketball League (NBL) aus der im australischen Bundesstaat Victoria gelegenen Stadt Geelong. Das Team gründete sich vor der Saison 1982 als Geelong Cats und nahm zur Saison 1988 den Namen Geelong Supercats an. Nach der Saison 1996 wechselte das Team in die halbprofessionelle South East Australian Basketball League (SEABL) (inzwischen in NBL1 umbenannt) wo sie aktuell als Geelong United antreten.

## Erfolge
- Bestes Team der regulären Saison (2): 1983, 1984
- Playoff-Teilnahmen (4): 1982, 1983, 1984, 1991
- Final-Teilnahmen (1): 1982

## Saisonbilanzen in der NBL
- Meister der NBL
- Vizemeister der NBL

| Saison | Platz | Spiele | Siege | Niederlagen | Siegquote in % | PlayOffs                       |
| ------ | ----- | ------ | ----- | ----------- | -------------- | ------------------------------ |
| 1982   | 2     | 26     | 20    | 6           | 76,9           | im Finale verloren             |
| 1983   | 1     | 22     | 18    | 4           | 81,8           | im Viertelfinale ausgeschieden |
| 1984   | 1     | 23     | 21    | 2           | 91,3           | im Halbfinale ausgeschieden    |
| 1985   | 7     | 26     | 15    | 11          | 57,7           | nicht qualifiziert             |
| 1986   | 7     | 26     | 14    | 12          | 53,8           | nicht qualifiziert             |
| 1987   | 9     | 26     | 13    | 13          | 50,0           | nicht qualifiziert             |
| 1988   | 13    | 24     | 0     | 24          | 0,0            | nicht qualifiziert             |
| 1989   | 13    | 24     | 5     | 19          | 20,8           | nicht qualifiziert             |
| 1990   | 10    | 26     | 11    | 15          | 42,3           | nicht qualifiziert             |
| 1991   | 3     | 26     | 17    | 9           | 65,4           | im Viertelfinale ausgeschieden |
| 1992   | 13    | 24     | 2     | 22          | 8,3            | nicht qualifiziert             |
| 1993   | 12    | 26     | 7     | 19          | 26,9           | nicht qualifiziert             |
| 1994   | 12    | 26     | 7     | 19          | 26,9           | nicht qualifiziert             |
| 1995   | 12    | 26     | 9     | 17          | 34,6           | nicht qualifiziert             |
| 1996   | 13    | 26     | 6     | 20          | 23,1           | nicht qualifiziert             |

## Trainerhistorie
- Tim Kaiser & Cal Bruton: 1982
- Cal Bruton: 1983–1984
- Casey Jones & Ken Richardson: 1985
- Ken Richardson: 1986–1987
- Pete Mathieson: 1988
- Barry Barnes & Terry Kealey: 1989–1991
- Steve Breheny: 1992
- Steve Breheny & Terry Kealey & Jim Calvin: 1993
- Jim Calvin: 1994–1995
- Ian Stacker: 1996